# Steenkanaal
Het steenkanaal is een cilindervormige holte in het lichaam van stekelhuidigen. Het is het enige geheel met kalkplaatjes omgeven kanaal in het lichaam van stekelhuidigen.
De buis loopt van de madreporiet of zeefplaat aan de bovenzijde van het lichaam, iets uit het midden, tot het watervaatstelsel aan de onderzijde van het lichaam.